# N. Robin Crossby
 (juin 2019).
N. Robin Crossby (18 mai 1954 – 23 juillet 2008) est le créateur du monde fantastique de Hârn et du jeu de rôle HârnMaster, ainsi que d'une douzaine d'ouvrages décrivant le monde de Hârn.
Crossby est né à Londres, Royaume-Uni, le troisième d'une fratrie de quatre. Il a commencé le jeu de rôle au début des années 1960 avec ses frères et sœurs. Il émigre à Vancouver (Colombie-Britannique) en 1968 avec ses parents et deux de ses frères et sœurs, il a alors 14 ans. Il obtient un associate degree en philosophie au Douglass College. Il s'installe avec sa femme Sharon, deux de ses trois filles et quatre chiens à Maple Ridge, Colombie britannique.
En 2003, son contrat avec Columbia Games (en) se termine et il publie désormais ses ouvrages sur Hârn chez Kelestia Productions.
En janvier 2006, Crossby apprend qu'il a un iposarcome (cancer) « transitoire » aux intestins. Il est opéré et bien qu'il doive subir une chimiothérapie, la situation a un bon pronostic. Il fait une rechute en mars 2007, la chimiothérapie échoue. Il meurt le 23 juillet 2008 dans un hospice de Coquitlam, Colombie britannique.